# Václav Šafránek
Václav Šafránek (* 20. května 1994 Brno) je český profesionální tenista. Ve své dosavadní kariéře na okruhu ATP World Tour nevyhrál žádný turnaj. Na challengerech ATP a okruhu ITF získal do dubna 2018 deset titulů ve dvouhře a šest ve čtyřhře.
Na žebříčku ATP byl ve dvouhře nejvýše klasifikován v listopadu 2017 na 191. místě a ve čtyřhře pak v září téhož roku na 286. místě. Na juniorském kombinovaném žebříčku ITF nejvýše figuroval v lednu 2012, když mu patřila 20. příčka. Trénuje ho Petr Frelich a kondičním koučem je David Nerud.
V českém daviscupovém týmu debutoval v roce 2018 ostravským druhým kolem 1. skupiny zóny Evropy a Afriky proti Izraeli, v němž za rozhodnutého stavu podlehl Jišaji Oli'elu. Češi postoupili do světové baráže po výhře 3:1 na zápasy. Do září 2018 v soutěži nastoupil k jedinému mezistátnímu utkání s bilancí 0–1 ve dvouhře a 0–0 ve čtyřhře.

## Tenisová kariéra
V juniorské kategorii byl v lednu 2012 světovou dvacítkou a jeho celková zápasová bilance dvouhry činila 56 výher a 31 porážek. Na juniorském okruhu dokázal zdolat Bornu Ćoriće, Kylea Edmunda, Jošihita Nišioku či Nicka Kyrgiose. Po boku Adama Pavláska se probojovali do finále juniorské čtyřhry na French Open 2012, z něhož odešli poraženi od australské dvojice Andrew Harris a Nick Kyrgios až v rozhodujícím supertiebreaku.
V rámci hlavních soutěží událostí okruhu ITF debutoval v listopadu 2011, když jako sedmnáctiletý obdržel divokou kartu na turnaj v Rožnově pod Radhoštěm. Ve druhém kole podlehl Němci Nico Maticovi a připsal si tak první body do žebříčku ATP v jeho vydáni z 28. listopadu 2011. Do premiérových dvou semifinále challengerů postoupil na Svijany Open 2016 a 2017 v Liberci. Nejdříve vypadl s belgickým hráčem Stevem Darcisem a ve druhém případě s Brazilcem Guilhermem Clezarem. Premiérový titul v této úrovni tenisu vybojoval ve čtyřhře červencového Båstad Challenger 2017. V závěrečném duelu soutěže s Turkem Tunem Altunou přehráli indickou dvojici Sriram Baladži a Vidžaž Sundar Prašanth. Česko-turecký pár se na společné účasti dohodl několik dní před turnajem.
Průnik mezi dvě stě nejlepších tenistů zaznamenal 1. května 2017, když mu posunem o sedm míst na žebříčku ATP patřila 200. příčka.
Ve dvouhře okruhu ATP World Tour debutoval jako 210. hráč žebříčku hlavní soutěží nejvyšší grandslamové kategorie poté, co se kvalifikoval do mužského singlu US Open 2017. Před postupem prošel tříkolovým kvalifikačním sítem s rozhodujícím vítězstvím nad čtvrtým nasazeným Ukrajincem Sergijem Stachovským po třísetovém průběhu. V první fázi newyorské dvouhry však na Grandstandu nenašel recept na bulharskou turnajovou sedmičku a světovou devítku Grigora Dimitrova bez zisku sady. První grandslamové kvalifikace v kariéře odehrál na French Open 2017 a ve Wimbledonu 2017, z nichž odešel poražen v úvodních kláních od Denise Kudly, respektive Alejandra Gonzáleze. Na Australian Open 2018 prošel kvalifikací a v první fázi dvouhry podlehl krajanu Jiřímu Veselému ve třech sadách.

## Tituly na challengerech ATP a okruhu Futures
| Legenda                |
| ---------------------- |
| Challengery (0 D; 1 Č) |
| Futures (1 D; 5 Č)     |

### Dvouhra (10)
| č.  | datum              | turnaj                           | povrch | poražený finalista | výsledek                |
| --- | ------------------ | -------------------------------- | ------ | ------------------ | ----------------------- |
| 1.  | 30. srpna 2015     | Subotica, Srbsko                 | antuka | Marco Bortolotti   | 4–6, 7–6(7–4), 6–1      |
| 2.  | 4. října 2015      | Solin, Chorvatsko                | antuka | Dušan Lojda        | 7–6(7–2), 6–2           |
| 3.  | 25. října 2015     | Heráklion, Řecko                 | tvrdý  | Steven Diez        | 7–6(10–8), 6–4          |
| 4.  | 16. července 2016  | Brno, Česko                      | antuka | Pavel Nejedlý      | 6–1, 6–2                |
| 5.  | 21. srpna 2016     | Bratislava, Slovensko            | antuka | Vít Kopřiva        | 7–6(8–6), 6–1           |
| 6.  | 6. listopadu 2016  | Heráklion, Řecko (2)             | tvrdý  | Alexandre Müller   | 7–5, 6–4                |
| 7.  | 20. listopadu 2016 | Heráklion, Řecko (3)             | tvrdý  | Sebastian Ofner    | 4–6, 6–3, 7–5           |
| 8.  | 28. ledna 2017     | Aktobe, Kazachstán               | antuka | Vladyslav Manafov  | 7–6(7–5), 7–6(7–2)      |
| 9.  | 19. března 2017    | Antalya, Turecko                 | antuka | Pedro Sakamoto     | 6–3, 6–3                |
| 10. | 1. dubna 2017      | Santa Margherita di Pula, Itálie | antuka | Lorenzo Giustino   | 7–6(7–2), 6–7(7–9), 7–5 |

### Čtyřhra (6)
| č. | datum              | turnaj                 | povrch | spoluhráč         | poražení finalisté                    | výsledek              |
| -- | ------------------ | ---------------------- | ------ | ----------------- | ------------------------------------- | --------------------- |
| 1. | 15. ledna 2014     | Bydhošť, Polsko        | antuka | Robert Rumler     | Jérôme Inzerillo Arthur Surreaux      | 1–6, 6–4, [10–6]      |
| 2. | 12. listopadu 2015 | Šarm aš-Šajch, Egypt   | tvrdý  | Marek Jaloviec    | Vladyslav Manafov Libor Salaba        | 6–4, 3–6, [10–6]      |
| 3. | 8. července 2016   | Ústí nad Orlicí, Česko | antuka | Filip Doležel     | Filipp Kekerčeni David Pichler        | 7–5, 1–6, [10–6]      |
| 1. | 15. července 2017  | Båstad, Švédsko        | antuka | Tuna Altuna       | Sriram Baladži Vidžaž Sundar Prašanth | 6–1, 6–4              |
| 4. | 22. července 2017  | Brno, Česko            | antuka | Jan Mertl         | Lenny Hampel Robin Staněk             | 6–4, 7–6(10–8)        |
| 5. | 29. října 2017     | Heráklion, Řecko       | tvrdý  | Dominik Kellovský | Viktor Filipenko Darko Jandrić        | 6–7(4–7), 6–3, [10–7] |

## Finále na juniorce Grand Slamu

### Čtyřhra: 1 (0–1)
| Stav      | Rok  | Turnaj      | Povrch | Spoluhráč     | Soupeř ve finále           | Výsledek         |
| --------- | ---- | ----------- | ------ | ------------- | -------------------------- | ---------------- |
| Finalista | 2012 | French Open | antuka | Adam Pavlásek | Nick Kyrgios Andrew Harris | 4–6, 6–2, [7–10] |